# Cmentarz wojenny w Płaczkowicach
Cmentarz wojenny w Płaczkowicach –  zabytkowy cmentarz (mogiła) z okresu I wojny światowej znajdujący się w gminie Klimontów, w powiecie sandomierskim. Wpisany do rejestru zabytków: nr rej. zab.: 500/93.
Cmentarz usytuowany jest w głębi lasu, przy drodze leśnej. Ma kształt zbliżony do prostokąta o wymiarach około 4 m x 7 m i powierzchni około 30 m². Pierwotnie mogiła była otoczona obmurówką kamienną, posiadała ogrodzenie drewniane i pojedynczy drewniany krzyż. Obecnie na mogile znajdują się trzy niewielkie metalowe krzyże.
Na cmentarzu pochowanych jest łącznie 146 żołnierzy poległych w I wojnie światowej w okolicach Płaczkowic, w okresie bitwy pod Konarami w maju 1915 roku:
- 74 żołnierzy austriackich
- 72 żołnierzy armii carskiej